# Gauß-Gymnasium Frankfurt (Oder)
Das Gauß-Gymnasium in Frankfurt (Oder) ist ein Gymnasium mit mathematisch-naturwissenschaftlicher-technischer Prägung. Benannt ist es nach dem Mathematiker Carl Friedrich Gauß.
Die Schule ist vierzügig mit einer Klassenstärke von ca. 24 Schülern. Insgesamt besuchten im Jahre 2018 547 Schüler die Schule; 50 Lehrer betreuten sie. Wie jedes Brandenburger Gymnasium besuchen die Schüler es von der 7. bis zur 12. Jahrgangsstufe. Als eine der Pilotschulen des Landes Brandenburg bietet sie den Schülern eine Leistungs- und Begabungsklasse ab Jahrgangsstufe 5 an.
Auf einer Liste der besten weiterführenden Schulen in der Zeitschrift Capital im Jahre 2005 erreichte die Schule bundesweit den 19. Platz.

## Geschichte
Die Schule wurde 1964 als Spezialschule physikalisch-technischer Richtung gegründet. Sie wurde vom Bezirk Frankfurt (Oder) geleitet. 1970 änderte sich die politische Einstellung in der DDR; Begabungsförderung war verpönt und die Schule wurde dem Stadtkreis Frankfurt (Oder) unterstellt. Nun wurde der normale Lehrplan einer Erweiterten Oberschule (EOS) mit nur geringen Ergänzungen angewendet. Seit 1972 gibt es ein Internat und seit 1977 (200. Geburtstag von C. F. Gauß) heißt sie Gauß-Schule. 1980 wurde die Schule wieder unter die Leitung des Bezirkes gestellt, 1981 wurde sie wieder Spezialschule mathematisch-naturwissenschaftlich-technischer Richtung mit Spezialschullehrplänen und Spezialschulabitur. Nach der Wiedervereinigung wurde die Schule 1991 wieder der Stadt unterstellt. 2003 bekam sie das modernere ehemalige Gebäude des Oberstufenzentrums 1.

## Begabtenförderung

Gebäude des Gauß-Gymnasiums

Die Schule sieht ihre besondere Aufgabe in der Förderung begabter Schüler mit erweitertem und wissenschaftlich vertieftem Unterricht in Mathematik, Physik, Biologie und Chemie. Weiterhin wird ab der 10. Klasse Astronomie angeboten, Informatik ist in den Klassen 5 bis 9 Pflicht und kann fakultativ ab der Klassenstufe 10 gewählt werden. In der 8. und 9. Klasse belegen alle Schüler Technikunterricht, bei dem sie grundlegende Technikkenntnisse von einfachen Stromkreisen bis hin zum Aufbau von Transistoren lernen. In der 10. Klasse kann der Technikunterricht optional belegt werden.
Schon in der 3. und 4. Klasse werden Schüler, die von ihren Schulen empfohlen werden, in kleinen Gruppen zusätzlich in Mathematik geschult. Für Grundschüler der 5. und 6. Klassen gibt es das einmal wöchentlich das so genannte Schülerforschungszentrum, seit 2007/2008 gibt es direkt am Gymnasium Fünftklässler. In den Klassen 7 und 8 gibt es Arbeitsgemeinschaften, in den Klassen 8 und 9 das Vorleistungszentrum in einer Naturwissenschaft für darin besonders interessierte Schüler (Mathematik, Biologie, Physik, Chemie oder Informatik). Ab der 10. Klasse gibt es dann für die Schülerinnen und Schüler die Möglichkeit in ein Leistungszentrum aufgenommen zu werden, das heißt, dass begabte Schüler vertiefenden Unterricht in einer der vier hauptsächlich unterrichteten Naturwissenschaften oder Informatik zusätzlich zum Leistungskurs in kleinen Gruppen bekommen. Das Schulamt hat dem Gymnasium zudem die Möglichkeit gegeben die Verteilung der Kurse dem Profil anzupassen. Das Gauß-Gymnasium hat optimale Raumbedingungen mit gut ausgestatteten Laboren und einem Wohnheim für auswärtige Schüler.
Erfolge zeigen sich bei praktisch allen naturwissenschaftlichen Wettbewerben und Olympiaden. In die deutschen Mannschaften bei internationalen Olympiaden (Biologie, Chemie, Mathematik und Physik) schafften es schon 27 Schüler (seit wann?). Zwei Schüler erreichten Goldmedaillen, fünf Silbermedaillen und elf Bronzemedaillen; die anderen erhielten Anerkennungen. Bei Landesolympiaden in diesen Naturwissenschaften gab es seit 1990 insgesamt 69 Landessieger, bei Jugend forscht 23 Landessieger (?). Der Abiturdurchschnitt liegt trotz der erhöhten Anforderungen bei 1,8 und somit um 0,4 über dem brandenburgischen Landesschnitt.

## Gebäude

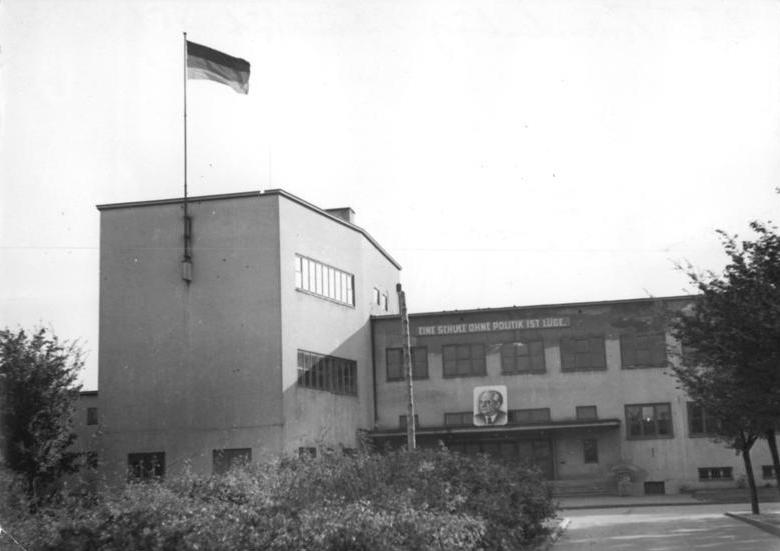
Die „Pädagogische Lehranstalt“ im Gebäude des heutigen Gauß-Gymnasiums, 1951

Die Schule befindet sich in der Friedrich-Ebert-Straße 52. Das Gebäude wurde von 1930 bis 1935 nach Entwürfen von Hans Petersen als Pädagogische Akademie im Stile des Funktionalismus errichtet. Im Jahr 1974 wurde das Gebäude im Inneren nach Plänen von Dietrich Kloppstech umgestaltet und beherbergte bis zur Wende die Bezirks- und Kreisleitung der SED. Nach der Wende wurde das Gebäude unterschiedlich genutzt, zuletzt als ein Oberstufenzentrum. Anschließend wurde das Gebäude aufwändig denkmalgerecht saniert und wird seit 2003 vom Gauß-Gymnasium genutzt. Dieses befand sich zuvor in der Gartenstraße 1 und davor befand sie sich in der Darwinstraße.
Im Gebäude befindet sich eine eigene Schulbibliothek, die zur Recherche auch über einen Online-Bibliothekskatalog verfügt. Als eine von nur wenigen Schulen Deutschlands besitzt das Gymnasium auch ein eigenes Planetarium mit 38 Sitzplätzen im Alten Wasserturm im Stadtteil Neuberesinchen und einen Beobachtungsturm auf dem Schuldach.

## Räumlichkeiten
Das Gebäude des Gauß-Gymnasium hat drei Etagen, neben den normalen Unterrichtsräumen ist das Gauß-Gymnasium mit einem Biologie-Labor, einem Chemie-Labor, drei Computerräumen, einem Hörsaal, einer Aula, einer Schulbibliothek, einem Astroturm und einer Cafeteria ausgestattet. Das Internat „Haus Einstein“ befindet sich in der Nuhnenstraße.

## Gaußwoche
Die GaWo (Gauß-Festwoche) ist eine Veranstaltungs-Woche des Gauß-Gymnasiums, die jährlich vor den Osterferien stattfindet. In der Gauß-Woche haben die Schüler die Möglichkeit Vorträge vor Mitschülern, auch unterschiedlicher Klassenstufen, zu halten bzw. anzuhören, bei Wettbewerben mitzumachen oder den Gastvorträgen Gehör zu schenken. In der Gauß-Woche gibt es für jede Veranstaltung bestimmte Punkte. Diese müssen in der gesamten Woche gesammelt werden. So soll ein Anreiz für die Schüler geschaffen werden, ihre Woche selbst zu organisieren, sich Wissen anzueignen, welches der normale Lehrplan nicht bietet oder dieses Wissen mit anderen zu teilen (z. B. in Form von Vorträgen) und somit das umfangreiche Programm ausnutzen.

## Einzelbelege
1. ↑  767 Berliner und Brandenburger Abiturienten schaffen Bestnote. Archiviert vom Original (nicht mehr online verfügbar) am 6. Februar 2022; abgerufen am 6. Februar 2022.  Info: Der Archivlink wurde automatisch eingesetzt und noch nicht geprüft. Bitte prüfe Original- und Archivlink gemäß Anleitung und entferne dann diesen Hinweis.
2. ↑  Paul Zalewski: Die Gunst der Stunde. Architektur der Weimarer Republik in Frankfurt (Oder). edition q im be.bra verlag, Berlin 2018, ISBN 978-3-86124-719-7, S. 87–93.